# Cabo Alto
El cabo Alto (en inglés: Cape Bougainville) es un cabo de las islas Malvinas localizado al norte de la isla Soledad, entre las puntas León y Negra.
El nombre en inglés refiere al navegante francés Louis Antoine de Bougainville, que estableció el primer asentamiento en el archipiélago en la década de 1760.
Este accidente geográfico es uno de los puntos que determinan las líneas de base de la República Argentina, a partir de las cuales se miden los espacios marítimos que rodean al archipiélago.